# James Caird (lancia baleniera)
La James Caird è una lancia baleniera classica, lunga 7 metri e larga 2 metri, utilizzata come lancia di salvataggio della nave Endurance che nel 1914, durante l'omonima spedizione, ha portato Ernest Shackleton in Antartide.

## Storia
La James Caird, fu costruita in Inghilterra secondo precise istruzioni di Frank Worsley, con fiancate di pino del Baltico su una struttura di olmo americano e quercia inglese. Sebbene fosse poco più lunga delle altre due scialuppe, la Wills e la Docker, la Caird era più leggera e più manovrabile per i legni usati. Dopo l'abbandono della Endurance, in preparazione alla navigazione in mare aperto, il mastro d'ascia della spedizione, Harry McNish, aveva rialzato le sue fiancate di circa 40 centimetri, così, anche quando era a pieno carico, restava fuori dall'acqua per circa 60 centimetri.
Intitolata dall'esploratore irlandese a James Key Caird, un finanziatore della missione, dopo il naufragio dell'Endurance è stata utilizzata da Shackleton, Frank Worsley, Timothy McCarthy, John Vincent, Tom Crean ed Harry McNish per compiere un epico viaggio di 700 miglia marine, circa 1300 chilometri dall'isola dell'Elefante alla Georgia del Sud durante l'inverno antartico del 1916. La Caird era la barca più sicura delle tre. Durante il viaggio di una settimana verso l'Isola dell'Elefante, in termini di peso, le barche non erano sovraccariche. La Wills aveva a bordo otto uomini, la Docker e la Caird undici.
I particolari della drammatica avventura della James Caird sono narrati in molti libri, South! di Shackleton, edito nel 1919, The Endurance: Shackleton's Legendary Antarctic Expedition di Caroline Alexander, edito nel 1998, Endurance. L'incredibile viaggio di Shackleton al Polo Sud di Alfred Lansing, edito nel 2003. L'equipaggio della Caird sfidò i cosiddetti "cinquanta urlanti", quei venti micidiali che penetravano nelle ossa e tormentavano il corpo e l'anima, tipici del famigerato canale di Drake, oltre il 50º parallelo di latitudine Sud.
La barca è stata restaurata ed è attualmente conservata presso il Dulwich College, la vecchia scuola di Shackleton a sud di Londra. Della James Caird è stata fatta una copia con la quale è stato ritentato con successo l'attraversamento dei 1300 chilometri che separano l'isola Elephant dalla Georgia del Sud.

## Galleria d'immagini

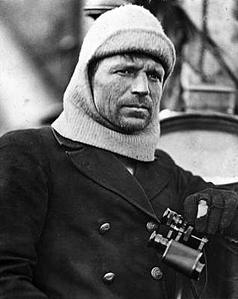
Frank Worsley il comandante
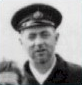
Harry McNish, il falegname
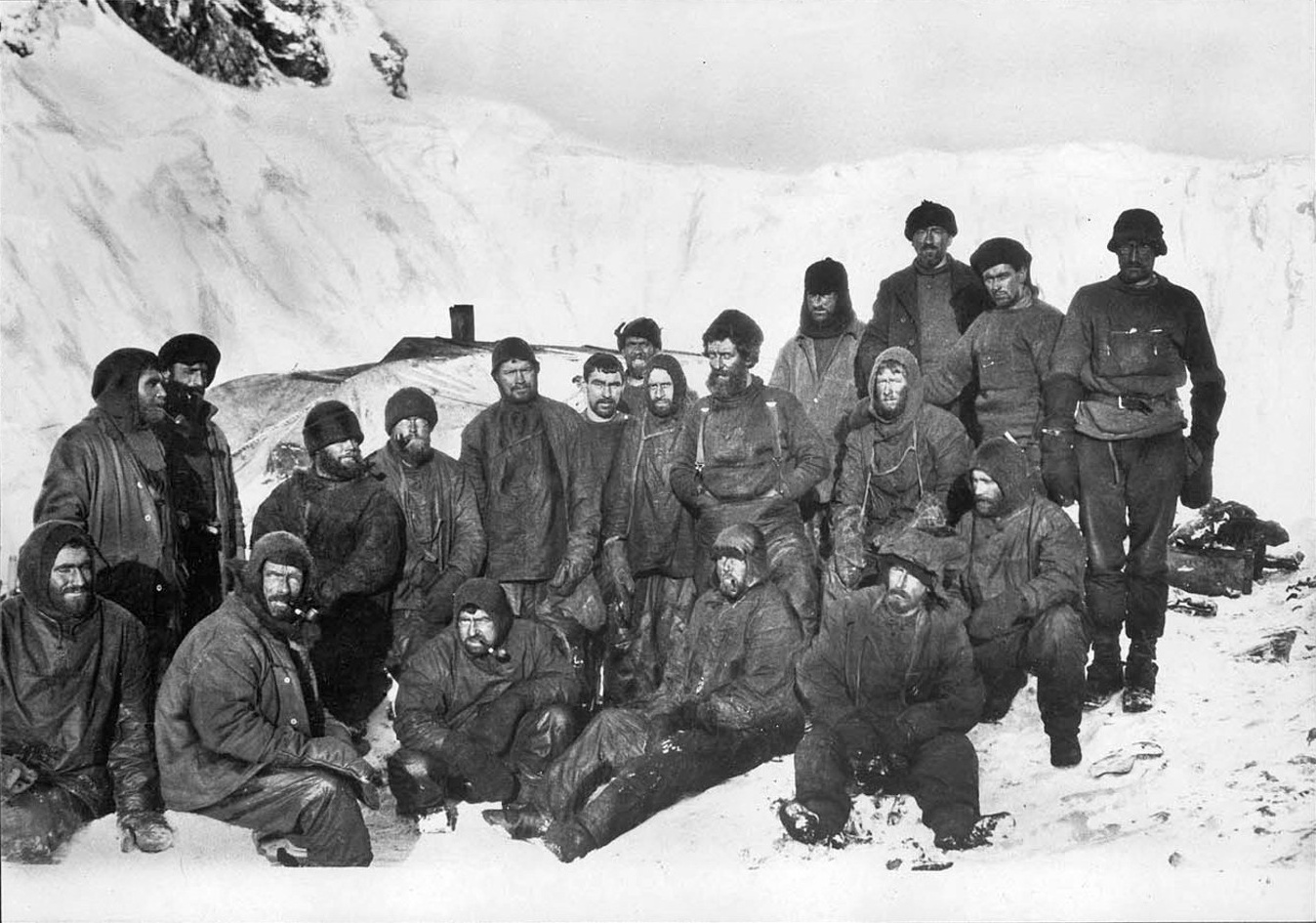
Gli uomini rimasti all'Isola dell'Elefante
Viaggio della James Caird
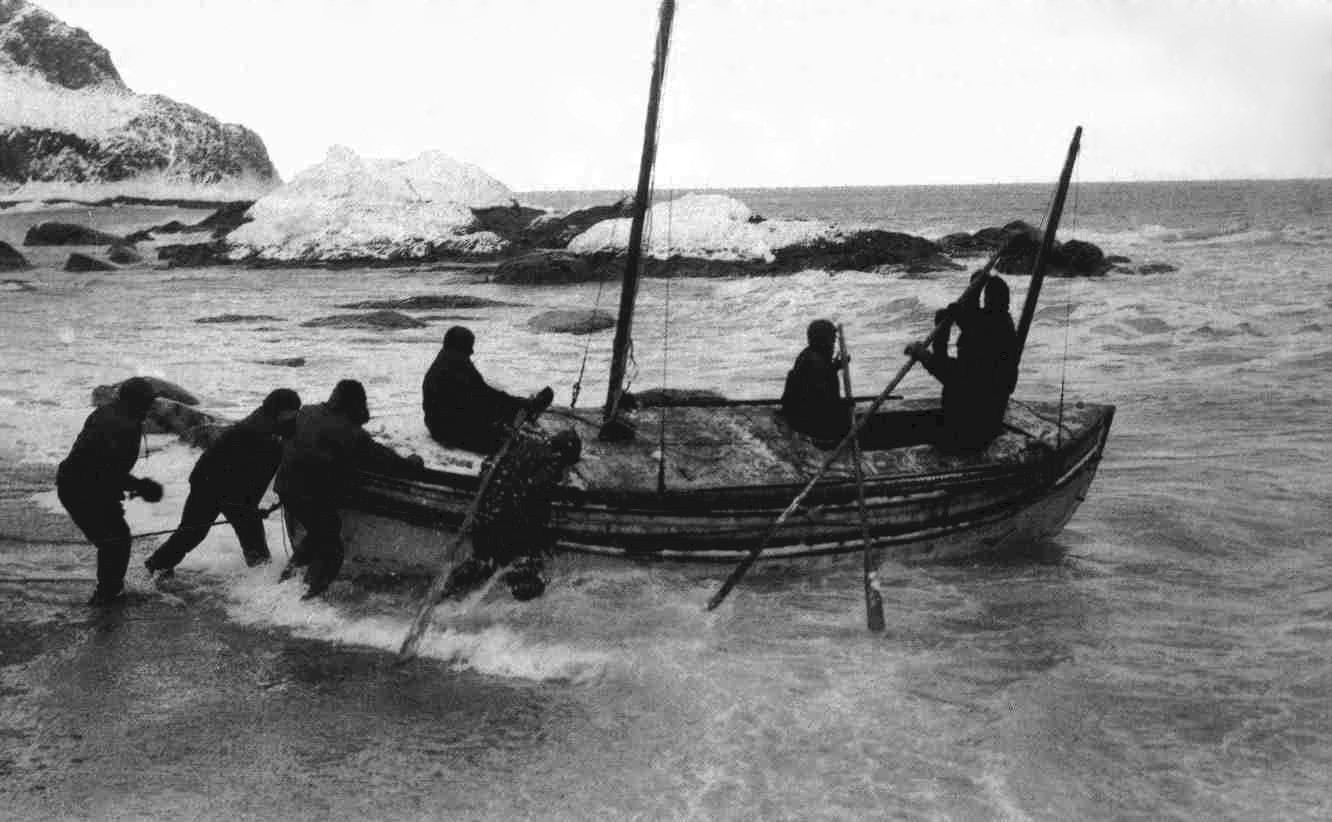
Partenza della James Caird dall'Isola dell'Elefante
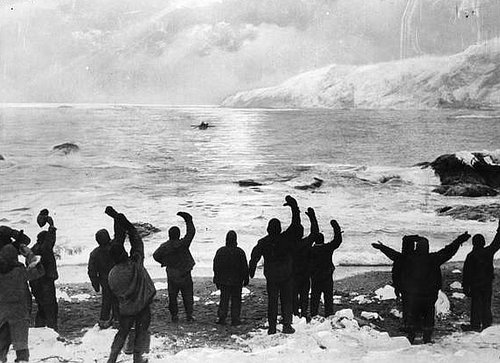
Il salvataggio
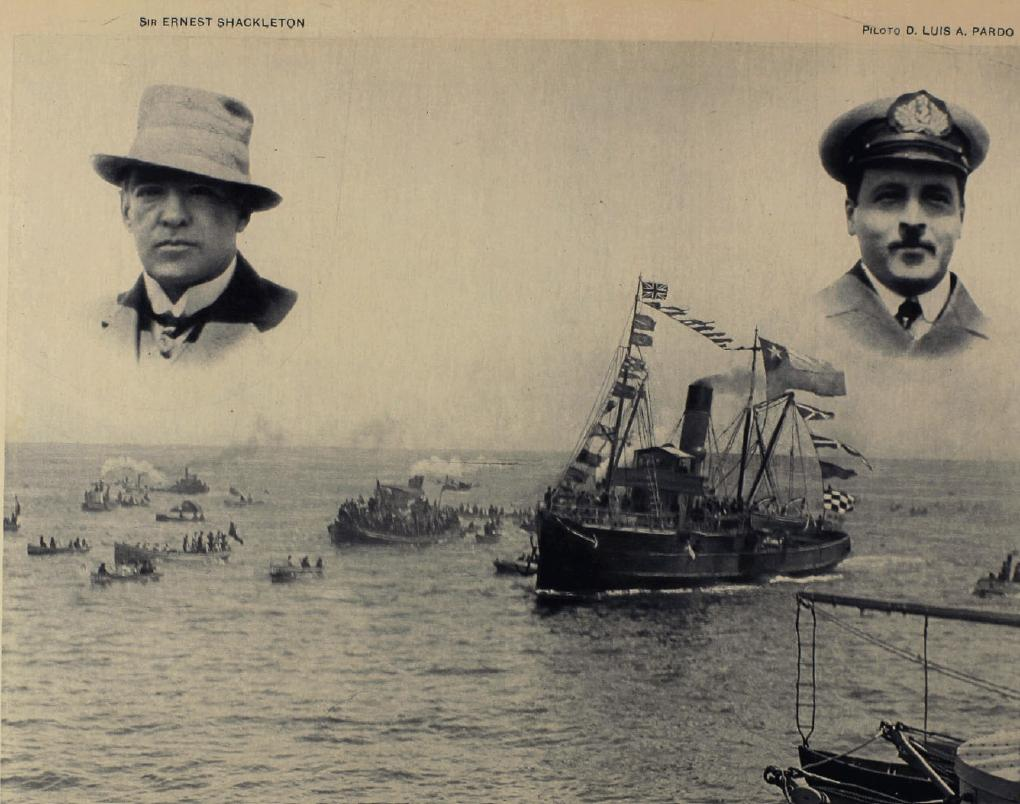
La nave cilena Yelcho
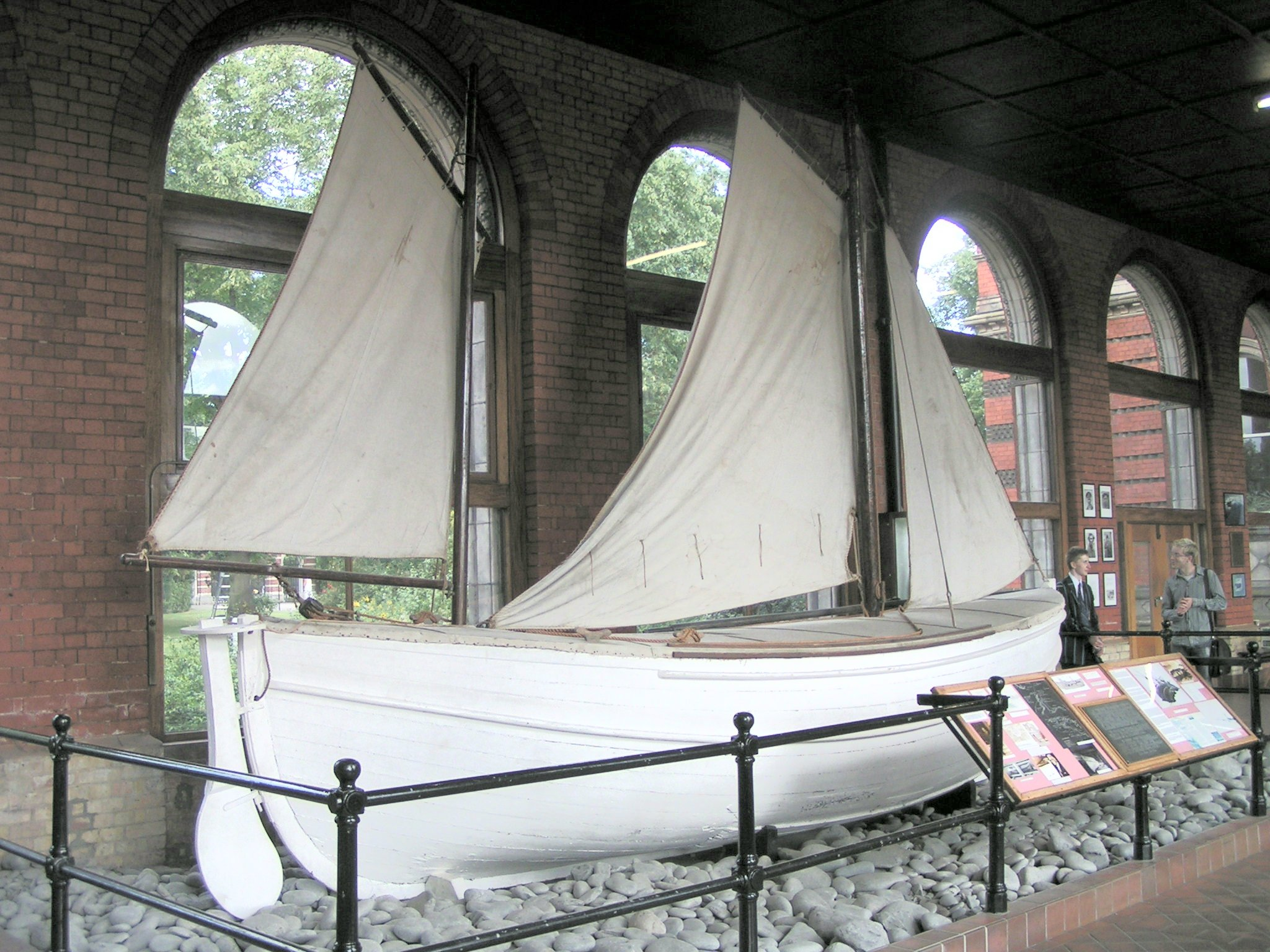
James Caird al Dulwich College
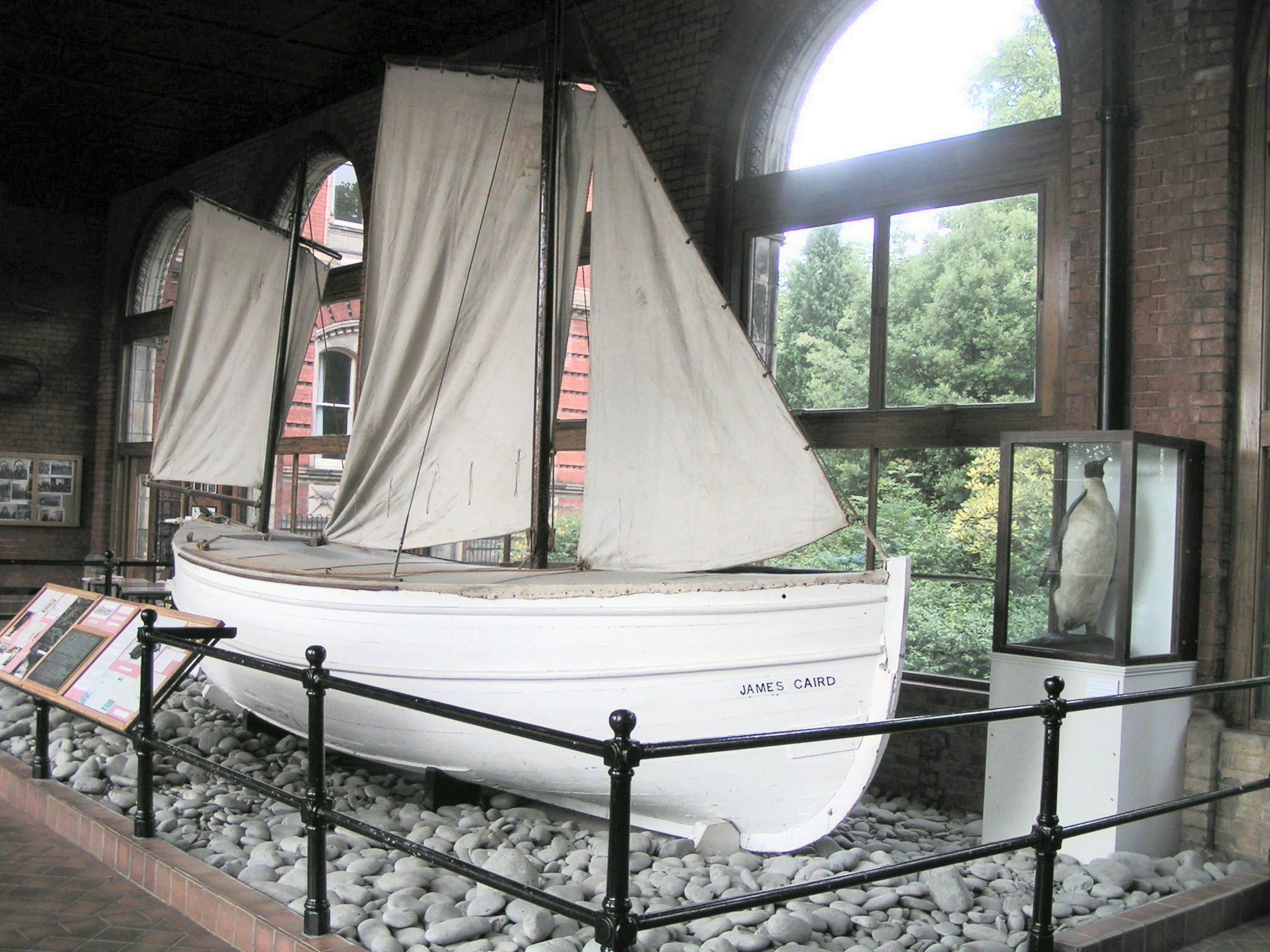
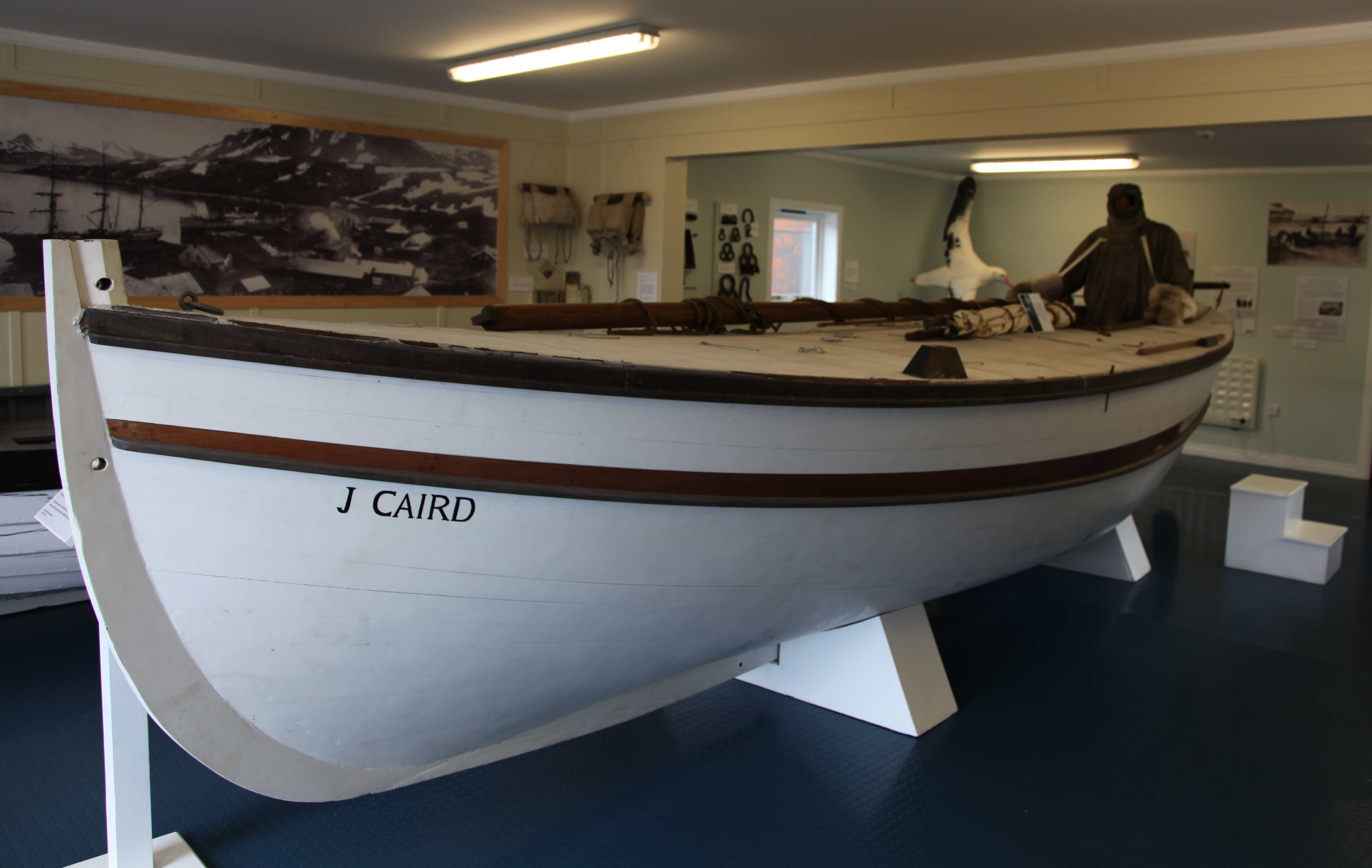
Replica della James Caird
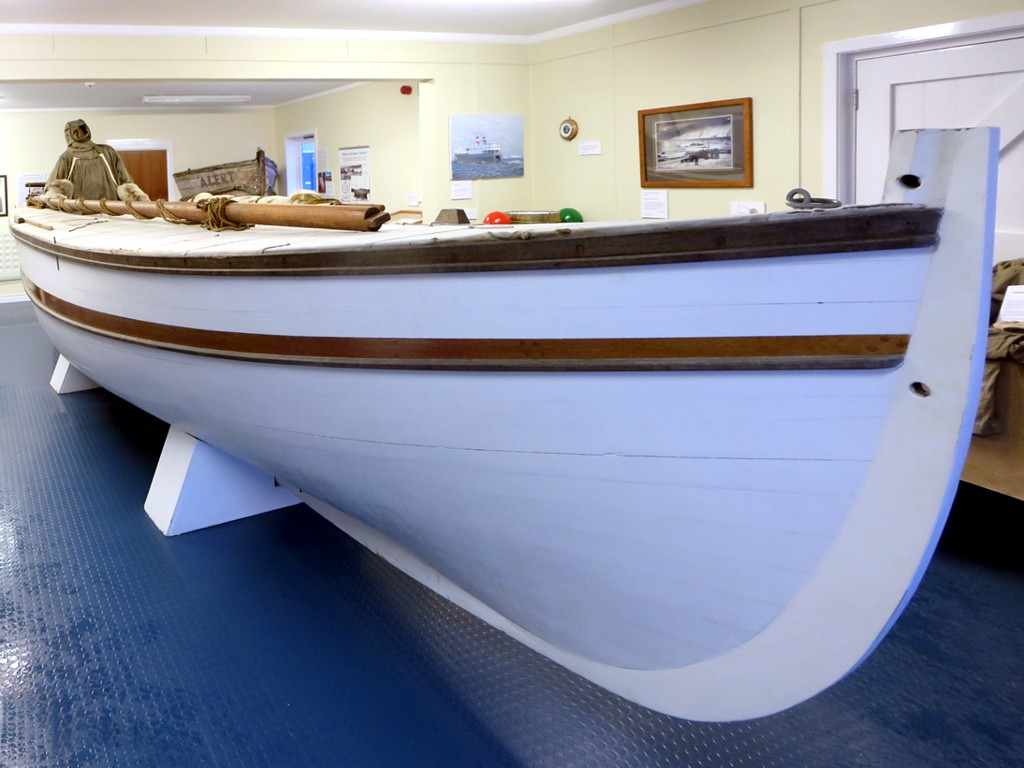
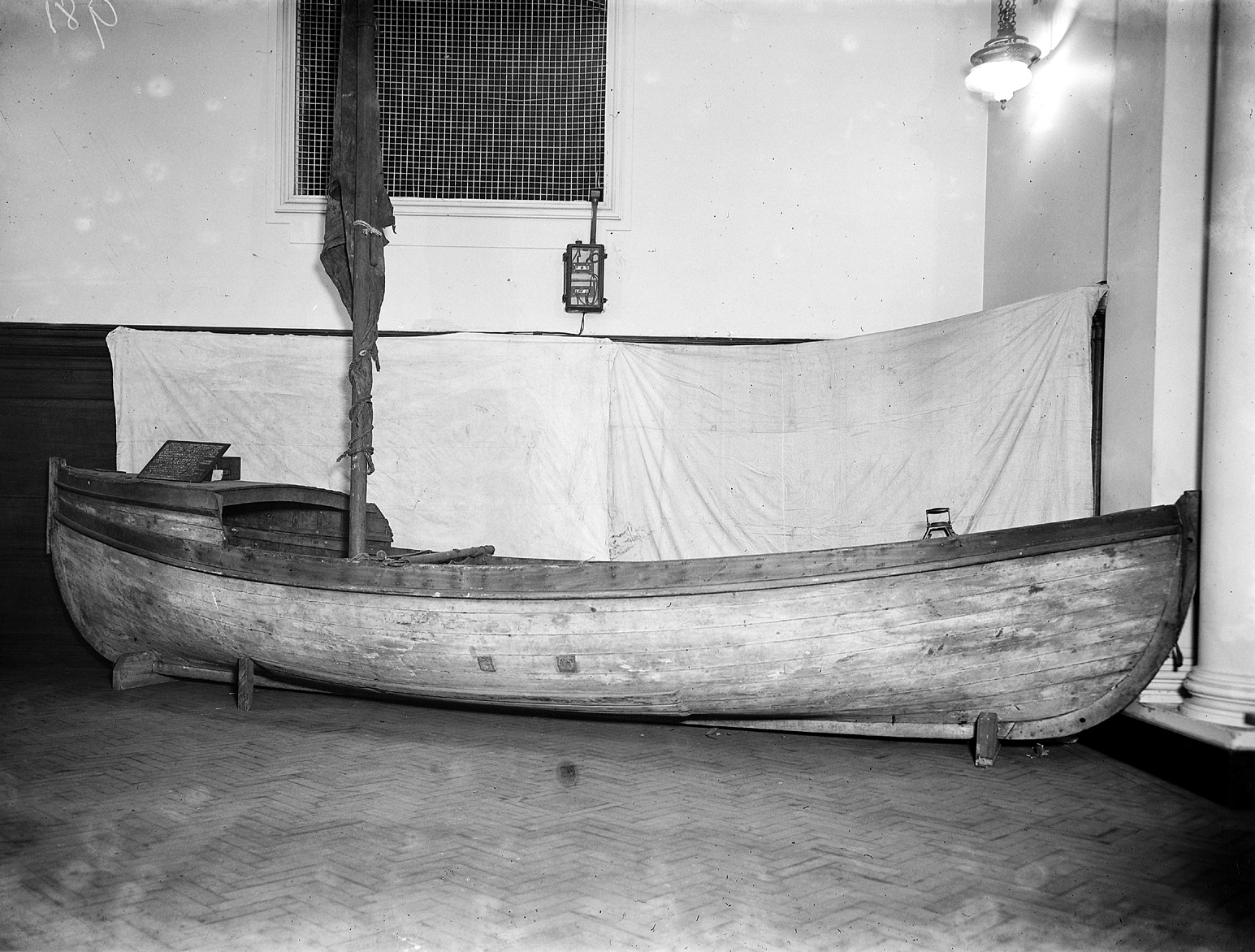
Stancomb Wills